# Dragon Ball Legends
Dragon Ball Legends és un videojoc lluita desenvolupat per Dimps, per a dispositius mòbils iOS i Android. Està basat en la franquícia Dragon Ball, creada per Akira Toriyama. Es va llançar al maig de 2018.
L'anunci del videojoc es va produir durant la Google Game Developers Conference, que es va dur a terme el març de 2018. Es tracta d'un títol amb diverses maneres de joc, el multijugador competitiu, la manera esdeveniments i la manera història són els més destacables. El joc compta amb gràfics completament tridimensionals i opera a través de la plataforma Google Cloud Platform per mantenir els seus serveis en línia. El joc s'actualitza freqüentment per afegint nou contingut, com a personatges, noves animacions i implementant més capítols a la seva història. El protagonista de la campanya es diu Shallot, un personatge original creat per Akira Toriyama, el creador de Dragon Ball. Aquest mateix va evolucionant amb noves transformacions i atacs que es desbloquegen jugant.

## Jugabilitat
Té un sistema de combat que barreja la lluita amb els jocs de cartes, permetent als jugadors combinar les cartes que apareixen a la interfície per alliberar combos d'atacs, cos a cos, a distància i especials, protagonitzats pels clàssics lluitadors del mànga d'Akira Toriyama.1 El jugador pot elaborar una estratègia d'atac i de defensa en cada combat per vèncer els rivals. Segons un article del 2019 de MeriStation, web de videojocs, els top 10 millors Sparking són: Super Veget (SP), Super Saiyan Gohan (jove) (SP), Super Saiyan God Super Saiyan Goku (SP), Super Saiyan God Super Saiyan Vegeta (SP), Golden Freezer (SP), Gogeta (SP), Ribianne (SP), Vegit (SP), Buuhan (SP), Perfect Cell (SP).